# Viktor Svensk
Viktor Svensk, född 17 mars 2001 i Borlänge, är en svensk orienterare tävlande för Stora Tuna OK. 
Viktor Svensk blev 2021 silvermedaljör på medeldistans vid junior-VM i Turkiet och ingick också i det svenska stafettlaget som tillsammans med Noel Braun och Axel Elmblad  vann guld dagen efter.
Vid Europamästerskapen i orientering 2022 ingick Viktor Svensk tillsammans med Isac von Krusenstierna och Max Peter Bejmer i det svenska stafettlag (Sverige 3) som blev silvermedaljörer.
Svensk blev återigen silvermedaljör vid EM 2024 i stafett, nu tillsammans med Albin Ridefelt och Emil Svensk. 

Vid SM 2022 vann han guld på ultralång distans, en seger som han upprepade 2023. Samma år vann han även guld på långdistans, medeldistansoch natt.